# عقاب مارخور سولاوسی
عقاب مارخور سولاوسی (نام علمی: Spilornis rufipectus) نام یک گونه از سرده خال‌پرنده‌ها است.